# Edgar Landívar
Edgar Landívar (30 de enero de 1975) es un ingeniero electrónico y empresario ecuatoriano.

## Biografía
Ingeniero Electrónico graduado de ESPOL. En 1998 inicia su carrera de emprendedor como contratista de Hewlett Packard en California, Estados Unidos y un año después vuelve a Ecuador y funda PaloSanto Solutions, una empresa dedicada a ofrecer soluciones de código abierto, inspirado en el movimiento de software libre que se desarrollaba en Norteamérica.
En 2006 inicia el proyecto Elastix, uno de los proyectos de código abierto más importantes de Latinoamérica. Elastix llegó a usarse en todo el mundo como solución de Comunicaciones Unificadas y en 2016 la marca Elastix es vendida a la compañía europea 3CX.
Su último proyecto se llama Yubox, una plataforma de Internet de las Cosas que promete agilitar el desarrollo de productos relacionados con la Industria 4.0.
En 2020, en medio de la Pandemia de COVID-19 lideró un equipo de profesionales, con la misión de construir un respirador que permitiera aliviar la situación en unidades de cuidados intensivos en hospitales colapsados con enfermos. La iniciativa se denominó OPENVENTI y logró entregar 200 de estos artefactos hasta fines de 2021.
También es un activo impulsor del código abierto y la Cultura Maker en Ecuador, para lo cual fundó AsiriLabs, el primer FabLab de Guayaquil.